# Hermann Onko Aeikens

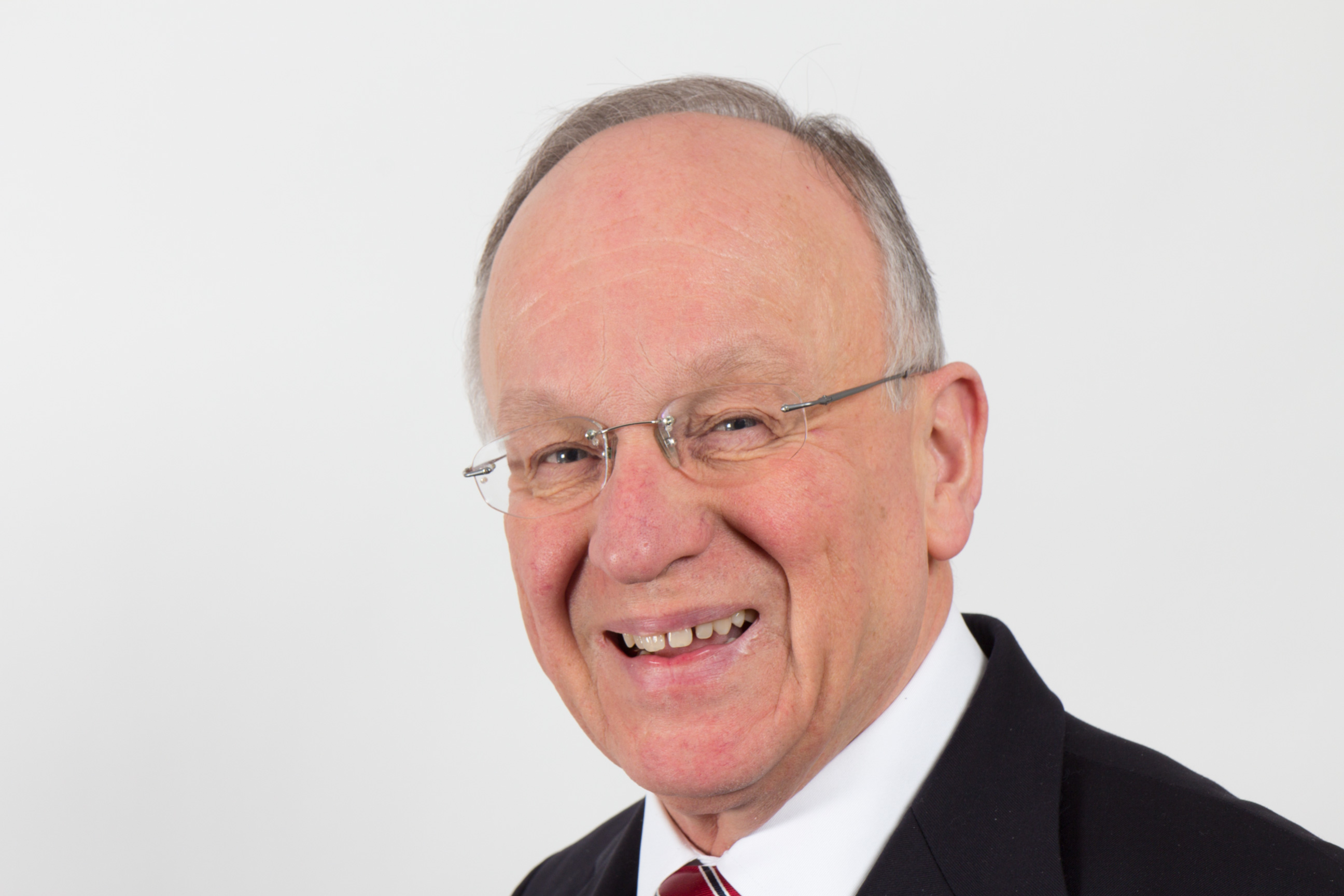
Hermann Onko Aeikens, 2012

Hermann Onko Aeikens (* 21. September 1951 in Weener im Landkreis Leer in Ostfriesland) ist ein deutscher Agronom und Politiker (CDU). Von 2009 bis 2016 war er Minister für Landwirtschaft und Umwelt des Landes Sachsen-Anhalt und 2016 bis Ende 2019 Staatssekretär im Bundesministerium für Ernährung und Landwirtschaft.

## Werdegang
Aeikens studierte Agrarwissenschaften an der Georg-August-Universität Göttingen und wurde dort mit der Arbeit Der Milchmarkt der 80er Jahre promoviert. Außerdem studierte er Wirtschaftswissenschaften an der University of California in Berkeley, USA. Er arbeitete anschließend  mehrere Jahre in wissenschaftlicher Tätigkeit am Institut für Agrarökonomie der Universität Göttingen.
1981 wechselte Aeikens in die Niedersächsische Landesverwaltung und war dort in verschiedenen Funktionen im Ministerium für Ernährung, Landwirtschaft und Forsten sowie im Ministerium für Bundesratsangelegenheiten in Hannover, in der Niedersächsischen Landesvertretung in Bonn sowie im gemeinsamen EU-Büro der Länder Niedersachsen, Hamburg und Schleswig-Holstein in Brüssel tätig. Von Mai 2002 bis Oktober 2009 amtierte Aeikens als Staatssekretär im Ministerium für Landwirtschaft und Umwelt in Sachsen-Anhalt.
Nach dem gesundheitsbedingten Rücktritt von Petra Wernicke wurde Hermann Onko Aeikens am 13. Oktober 2009 Minister für Landwirtschaft und Umwelt des Landes Sachsen-Anhalt im Kabinett Böhmer II. Nach den Landtagswahlen 2011 blieb er auch für die folgende Periode bis April 2016 Minister im Kabinett Haseloff I. 2010 wurden auf Initiative von Hermann Aeikens 40 Millionen Euro Fördergelder für den Hochwasserschutz, schnellere Internetzugänge und Dorfverschönerungsprogramme bewilligt.
Von Mai 2015 bis Mai 2016 war er als Mitglied der Landesregierung auch Ordentliches Kommissionsmitglied in der Kommission Lagerung hoch radioaktiver Abfallstoffe (Endlagerkommission) gemäß § 3 Standortauswahlgesetz. Vom 13. Oktober 2009 bis 25. April 2016 war er Minister für Landwirtschaft und Umwelt von Sachsen-Anhalt.
Im September 2016 wurde er Staatssekretär im Bundesministerium für Ernährung und Landwirtschaft und blieb dies bis zum Dezember 2019.
Seine Tochter Anna Aeikens zog nach der Bundestagswahl 2025 in den Deutschen Bundestag ein. Sie ist ebenso wie ihr Vater Agrarökonomin.

## Veröffentlichungen
- Unsere Landwirtschaft besser verstehen, Was wir alle wissen sollten, Oktober 2023, bei: Mitteldeutscher Verlag, ISBN 978-3-96311-813-5